# Concili de Reims del 625
El concili de Reims del 625 fou una reunió de bisbes de la Provença i el Llenguadoc. Entre els assistent estaven Wilegiscle de Tolosa, Agrícola de Javoux o del Gavaldà, Constanci d'Albi, Rústic de Cahors i Emmon del país d'Arsat (que fou el darrer bisbe conegut d'aquest territori).